# Зелёный пиар
Зелёный пиар — один из видов связей с общественностью, суть которого состоит в продвижении идеи социальной ответственности компании в сфере защиты окружающей среды. Термин возник из понятия «зелёное движение», деятельность которого направления на минимизацию влияния человека на природу.

## История термина
История зелёного пиара восходит к 70-80 годам ХХ столетия, когда возник вопрос чрезмерного использования природных ресурсов и загрязнения окружающей среды большими корпорациями. Первые «зелёные» кампании были проведены экологическими организациями Greenpeace International, WSPA, World Wide Fund for Nature (мероприятия против загрязнения воздуха вследствие развития промышленности и исчезновения отдельных видов животных и растений), данные проекты получили поддержку не только общественности, но и ряда корпораций, как крупных транснациональных компаний (Walmart, Volkswagen, General Motors) так и небольших организаций (голландская марка Kuyichi, компания American Apparel), которые приняли идею того, что деловая активность любого сообщества зависит от состояния окружающей среды.
Таким образом, через продвижение идеи о сбережении природы и корпоративной социальной ответственности в дельности компаний была реализована основная цель зелёного пиара — рост узнаваемости бренда и улучшение имиджа организации.
Сегодня идеология зелёного пиара строится на понимании социальной ответственности бизнеса — добровольной деятельности бизнеса, направленной на развитие социума в социальном, экономическом и экологическом аспектах. Данная деятельность должна быть связана с основной деятельностью компании и активно освещаться для общественности.

## Методы зелёного пиара
На сегодняшний день для узнаваемости бренда и улучшения репутации компании зелёный пиар использует следующие методы:
- сотрудничество с неправительственными гуманитарными организациями экологической направленности и совместная реализация экологических проектов;
- распространение информации о деятельности компании, не оказывающей отрицательное влияние на окружающую среду, в медиа, а также создание рекламных продуктов экологической направленности и их размещение в СМИ и социальных сетях;
- проведение мероприятий экологической направленности, участие в подобных мероприятиях;
- публикация экологической отчётности организации;
- управление разделом на официальном сайте организации, в рамках которого раскрываются аспекты деятельности компании, посвящённые заботе об окружающей среде.

## Стратегия и тактика зелёного пиара
Стратегия зелёного пиара состоит в формировании у общественности мнения о социальной ответственности компании, ее экологической ориентации.
Тактические шаги для реализации данной стратегии состоят в совершении отдельных пиар-акций и комплексных пиар-кампаний экологической направленности. В зависимости от объекта зеленого PR тактика заключается в сложности и длительности мероприятий — от акций по высаживанию деревьев и уборке территорий от бытового мусора до научных разработок, меняющих подход к производству на более щадящий относительно потребления энергии и сбережения ресурсов.

## Критика/Обсуждения
Однако зелёный пиар в последние десятилетия вызывает критику относительно своей деятельности. Ежегодно компании тратят на освещение деятельности по сбережению планеты сотни миллионов долларов, но, по мнению экспертов, средства тратятся не на реальную модернизацию производства, а на сообщения о собственной экологической деятельности, «покраску имиджа» в зелёный цвет и фактически — дискредитацию экологического движения.
Брюс Харрисон, один из лучших специалистов в области зеленого пиара, пишет о том, что в экологическом пиаре происходит исключительно пропаганда компаний, а не освещение их деятельности. Кроме того, в зелёном пиаре выработались мифы — в частности, о том, что вся проблема человечества сегодня состоит в бытовом мусоре, и что переработка решит все экологические вопросы.
Джон Стаубер, соавтор книги «Toxic Sludge is Good for You» говорит о том, что промышленные компании проводят акции приверженности «зеленым» идеям и тем временем лоббируют антиэкологическое законодательство. Таким образом, идея зелёного пиара сегодня стала предметом дискуссий и манипуляций общественным сознанием.

## Понятие «зелёный пиар» в массовой культуре
Сегодня зелёный пиар понимается как деятельность по предотвращению последствий изменения климата и сбережению окружающей среды.
Среди принципов зелёного пиара выделяют следующие:
- уважение к разнообразию природы и культурным ценностям, ответственность за их сбережение;
- принцип участия в сохранении природы;
- ответственность за сбережение мира перед будущими поколениями;
- жизнь понимается как самая большая ценность, достойная сохранения.

Массовая культура трактует данное понятие в следующем контексте:
- разработка экологически чистых энергетических технологий, направленных на сокращение объемов топлива и выбросов углекислого газа и извещение об этом общественности. Эта область воспринимается как сфера деятельности больших корпораций (например, «Газпрома», хотя общественное мнение о данной корпорации несколько пошатнулось после проекта строительства Северо-Европейского газопровода по дну Балтийского моря);
- природоохранные акции, позиция Environmentally friendly (данную позицию поддерживают, например, Стелла Маккартни, Жан-Мишель Кусто, Роберт Кеннеди);
- научные разработки, связанные с решением экологических проблем, например, деятельность марки Patagonia по изучению океанического дна);
- проекты product development, ориентированные на экологически безвредное производство, например, изготовление одежды из вторичного сырья, использование энергосберегающих технологий.